# 東公園道-布魯克林博物館車站
東公園道-布魯克林博物館車站（英語：Eastern Parkway – Brooklyn Museum station）是紐約地鐵IRT東公園道線的一個慢車地鐵站，位於布魯克林鄰近布魯克林博物館華盛頓大道及東公園道交界，設有2號線（任何時候停站）、3號線（任何時候停站（深夜除外））與4號線（僅深夜停站）列車服務。車站原名為「學院公園車站」（Institute Park）。

## 車站結構
| G  | 街道               | 出入口                                                                                      |
| B1 | 夾層               | 閘機、車站詢問處                                                                            |
| B2 | 側式月台，右側開門 | 側式月台，右側開門                                                                          |
| B2 | 北行               | 往威克菲爾德-241街（大軍廣場） · 往哈萊姆-148街（ 深夜時往伍德羅恩）（大軍廣場）            |
| B2 | 南行               | 往夫拉特布殊大道（富蘭克林大道-麥德加·艾菲斯學院） · （深夜時）往新地段大道（富蘭克林大道） |
| B2 | 側式月台，右側開門 |                                                                                             |
| B3 | 北行快速           | 不停靠                                                                                      |
| B3 | 南行快速           | 不停靠                                                                                      |

此站設有兩個側式月台和兩條軌道。快車軌道在車站下方通過，而且從月台並不能看見。一個大型馬賽克顯示東公園道以及「布魯克林博物館」。月台以及東夾層為抽象藝術吅，於1991年由藝術家Pat Steir製作，合稱。各月台南端設有快車層的緊急出口。車站設有一個未使用的西夾層，包括轉棍閘機和一個地鐵硬幣攤位；街道通往這個夾層的入口已被移除。

## 外部連結
- nycsubway.org （页面存档备份，存于）
  - Brooklyn IRT: Eastern Parkway/Brooklyn Museum （页面存档备份，存于） (text used with permission)
  - Brooklyn IRT: Map 2, Brooklyn IRT Dual Contracts （页面存档备份，存于） (includes current and former track configurations, and provisions for future connections)
  - Brueghel Series Artwork by Pat Steir (1994) （页面存档备份，存于）
  - Historic New York City Architectural Elements Artwork from the Brooklyn Museum of Art Collections （页面存档备份，存于）
- Station Reporter — 2 Train
- Station Reporter — 3 Train
- The Subway Nut — Eastern Parkway – Brooklyn Museum Pictures （页面存档备份，存于）
- MTA's Arts For Transit — Eastern Parkway – Brooklyn Museum (IRT Eastern Parkway Line) （页面存档备份，存于）
- Eastern Parkway entrance from Google Maps Street View （页面存档备份，存于）